# Цона Индустриале Митервијезен (Болцано)
Цона Индустриале Митервијезен је насеље у Италији у округу Болцано, региону Трентино-Јужни Тирол.
Према процени из 2011. у насељу је живело 4 становника. Насеље се налази на надморској висини од 1120 м.